# اچ‌ام‌اس ونگارد (۱۶۷۸)
اچ‌ام‌اس ونگارد (۱۶۷۸) (به انگلیسی: HMS Vanguard (1678)) یک کشتی بود که طول آن ۱۶۰ فوت (۴۸٫۸ متر) بود.